# 脂筏模型
生物膜的脂筏模型（英語：lipid rafts model），由凱伊·西蒙斯和格里特·范梅爾（Gerrit van Meer）提出，是指在磷脂双分子层上，胆固醇、鞘磷脂等富集区域形成相对有序的脂相，如同漂浮在脂双层上的“脂筏”载着执行特定生物学功能膜蛋白。这些区域比膜的其他部分厚，更有秩序且流动性相较于周围较小。其周围是流动性较高的液态区。脂筏参与訊号转导、受体介导的内吞作用以及胆固醇代谢运输等。脂笩功能的紊乱會引發多种疾病。

### 书籍
- 吴光耀 主编：《精英教案》，军事宜文出版社，2005

### 扩展阅读
- Simons K, van Meer G (August 1988). "Lipid sorting in epithelial cells". Biochemistry,  27 (17): 6197–202.
- Simons K, Ikonen E (June 1997). "Functional rafts in cell membranes". Nature,387 (6633): 569–72.